# 在轨碳观测台2号
在軌碳觀測台2號衛星（OCO-2）：亦即美國NASA繼2009年『OCO在軌碳觀測台衛星』發射失敗後，於2014年再發射的另一替代衛星（即OCO second ）,其系全球第二顆發射成功在軌運行之碳素觀測站衛星(一般信息簡報概稱之為:在軌碳觀測台2號衛星);主要用於監測全球二氧化碳之排放情况,美國NASA借OCO-2釐清陸海吸收以外之二氧化碳在全球大氣中之時空分佈,助力各界對碳排放和碳循環之精準測量,以益提升攸關溫室氣體與人類活動間之關係的透明度和適當解析,與盡量改善環球碳循環,和更精確預測世界各地可能產生之氣候變化,在軌碳觀測台2號衛星(OCO-2)對各界之研究~貢獻良多 。

資料來源A： （页面存档备份，存于）
NASA发射在轨碳观测台2号卫星（OCO-2）发布时间：2014-07-07
資料來源B：http://www.cmalibrary.cn/amst/2019/201904/202007/P020200709515227808021.pdf
碳卫星与全球碳测量(表1 二氧化碳浓度观测卫星) 王婷波，2019年，单位：中国气象局气象干部培训学院